# Ryōjin hishō
Le Ryōjin hishō (梁塵秘抄, Chansons pour faire danser la poussière sur les poutres) est une anthologie de chansons imayō (今様). Il s'agit à l'origine de deux collections réunies par l'empereur cloîtré Go-Shirakawa : le Kashishū (歌詞集) et le Kudenshū (口伝集.) Seul un fragment d'environ 10 % de l’œuvre nous est parvenu.
Ces chansons étaient très populaires au XIIe siècle mais sont vite tombées en désuétude durant l'époque de Kamakura.